# جيم غرين
جيم غرين (بالإنجليزية: Jim Green)‏ هو سياسي كندي وأمريكي، ولد في 25 مايو 1943 في برمنغهام في الولايات المتحدة، وتوفي في 28 فبراير 2012 في فانكوفر في كندا بسبب سرطان الرئة. حزبياً، نشط في Vision Vancouver ‏.